# Греб, Гарри
Эдвард Генри «Гарри» Греб ((англ. Edward Henry «Harry» Greb); 6 июня 1894, Питтсбург, США — 22 октября 1926, Атлантик-Сити, США) — американский боксёр. Чемпион мира в средней весовой категории (1923—1926). Член Международного зала боксёрской славы.

## Биография
Родился 6 июня 1894 года в Питтсбурге в семье немецких иммигрантов.

## Профессиональная карьера
Дебютировал на профессиональном ринге 29 мая 1913 года. Победил по очкам.
12 января 1915 года свёл вничью поединок с американцем Билли Миске.
25 января 1915 года победил по очкам американца Джека Блэкберна.
16 ноября 1915 года проиграл по очкам американцу Томми Гиббонсу.
10 февраля 1917 года проиграл по очкам американцу Майку Гиббонсу.
19 мая 1917 года победил по очкам американца Джеффа Смита.
30 июля 1917 года победил по очкам американца Джека Диллона.
6 сентября 1917 года победил по очкам американца Баттлинга Левински.
11 сентября 1917 года во второй раз встретился с Джеффом Смитом. Победил по очкам.
25 февраля 1918 года свёл вничью поединок с американцем Майком О'Даудом.
4 марта 1918 года во второй раз встретился с Джеком Диллоном. Победил по очкам.
11 марта 1918 года победил по очкам ирландца Майка Мактига.
6 августа 1918 года во второй раз встретился с Баттлингом Левински. Победил по очкам.
21 сентября 1918 года во второй раз встретился с Билли Миске. Победил по очкам.
14 января 1919 года победил по очкам американца Лео Хаука.
17 февраля 1919 года в третий раз встретился с Баттлингом Левински. Победил по очкам.
6 марта 1919 года во второй раз встретился с Лео Хауком. Победил по очкам.
31 марта 1919 года в третий раз встретился с Билли Миске. Победил по очкам.
25 апреля 1919 года в третий раз встретился с Лео Хауком. Победил по очкам.
28 апреля 1919 года в четвёртый раз встретился с Баттлингом Левински. Победил по очкам.
23 июня 1919 года во второй раз встретился с Майком Гиббонсом. Победил по очкам.
14 июля 1919 года в пятый раз встретился с Баттлингом Левински. Победил по очкам.
1 сентября 1919 года в третий раз встретился с Джеффом Смитом. Победил по очкам.
3 сентября 1919 года в шестой раз встретился с Баттлингом Левински. Победил по очкам.
12 декабря 1919 года во второй раз встретился с Майком Мактигом. Победил по очкам.
15 мая 1920 года во второй раз встретился с Томми Гиббонсом. Проиграл по очкам.
31 июля 1920 года в третий раз встретился с Томми Гиббонсом. Победил по очкам.
25 декабря 1920 года в четвёртый раз встретился с Джеффом Смитом. Победил по очкам.
25 февраля 1921 года в пятый раз встретился с Джеффом Смитом. Победил по очкам.
20 мая 1921 года в шестой раз встретился с Джеффом Смитом. Свёл поединок вничью.
29 августа 1921 года победил по очкам американца Кида Норфолка.
20 февраля 1922 года в седьмой раз встретился с Джеффом Смитом. Победил по очкам.
13 марта 1922 года в четвёртый раз встретился с Томми Гиббонсом. Победил по очкам.
23 мая 1922 года победил по очкам не имевшего поражений американца Джина Танни. Выиграл титул чемпиона США в полутяжёлом весе.
10 июля 1922 года победил по очкам американца Томми Лауграна.
15 января 1923 года во второй раз встретился с Томми Лауграном. Победил по очкам.
30 января 1923 года в третий раз встретился с Томми Лауграном. Победил по очкам.
23 февраля 1923 года во второй раз встретился с Джином Танни. Проиграл по очкам и уступил титул чемпиона США в полутяжёлом весе.

### Чемпионский бой с Джонни Уилсоном
31 августа 1923 года встретился с чемпионом мира в среднем весе американцем Джонни Уилсоном. Победил по очкам.
11 октября 1923 года в четвёртый раз встретился с Томми Лауграном. Проиграл по очкам. Титул Греба не стоял на кону.
3 декабря 1923 года победил по очкам американца Брайана Дауни и защитил титул чемпиона мира в среднем весе.
10 декабря 1923 года в третий раз встретился с Джином Танни. На кону стоял титул чемпиона США в полутяжёлом весе. Проиграл по очкам.
25 декабря 1923 года в пятый раз встретился с Томми Лауграном. Победил по очкам.
18 января 1924 года во второй раз встретился с Джонни Уилсоном. Победил по очкам и защитил титул чемпиона мира в среднем весе.
19 апреля 1924 года во второй раз встретился с Кидом Норфолком. Проиграл в виду дисквалификации. Титул Греба не стоял на кону.
26 июня 1924 года победил по очкам британца Тэда Мура и защитил титул чемпиона мира в среднем весе.
21 августа 1924 года победил по очкам американца Тайгера Флауэрса.
3 сентября 1924 года победил по очкам американца Джимми Слэттери.
17 сентября 1924 года в четвёртый раз встретился с Джином Танни. Свёл поединок вничью.
13 октября 1924 года в шестой раз встретился с Томми Лауграном. Свёл поединок вничью.
27 марта 1925 года в пятый раз встретился с Джином Танни. Проиграл по очкам. Титул Греба не стоял на кону.
17 апреля 1925 года в третий раз встретился с Джонни Уилсоном. Пбедил по очкам.
2 июля 1925 года победил по очкам американца Микки Уолкера и защитил титул чемпиона мира в среднем весе.
16 июля 1925 года победил по очкам американца Макси Розенблюма.

### Второй бой с Тайгером Флауэрсом. Потеря титула
26 февраля 1926 года во второй раз встретился с Тайгером Флауэрсом. Проиграл по очкам и потерял титул чемпиона мира в среднем весе.
19 августа 1926 года в третий раз встретился с Тайгером Флауэрсом. На кону стоял титул чемпиона мира в среднем весе, принадлежащий лауэрсу. Проиграл по очкам. После этого, завершил карьеру.

## Смерть
Ослеп на один глаз из-за запрещённого удара большим пальцем перчатки, пропущенного в одном из ранних боёв. Проблемы со зрением в итоге и стали причиной завершения карьеры. В сентябре 1926 года, в результате операции, Гребу удалили правый глаз и заменили его стеклянным протезом. Лёг в больницу, чтобы ему устранили повреждения носа и дыхательных путей, вызванные поединками на ринге. После операции умер от сердечной недостаточности, вызванной шоком от операции.

## Титулы и достижения

### Региональные
- Чемпион США в полутяжёлом весе (1922—1923).

### Мировые
- Чемпион мира в среднем весе (1923—1926).

## Стиль
Обладал агрессивным и быстрым стилем ведения боя. Был вынослив. Хорошо работал на ногах. За поединок выбрасывал очень большое количество ударов с разных сторон, за что и получил прозвище «Питтсбургская ветряная мельница». Вместе с этим он также являлся «грязным» бойцом — использовал локти, большие пальцы рук и голову.

## Признание
- В 1990 году включён в Международный зал боксёрской славы[1].
- В 2004 году журнал «Ринг» поставил Греба на 1-е место в списке величайших боксёров в истории среднего веса[65].